# Stop! Look! Listen!
Stop! Look! Listen! è un musical statunitense, che debuttò a Broadway il 25 dicembre 1915 al Globe Theatre. Lo spettacolo, una commedia musicale in tre atti e otto scene prodotta da Charles Dillingham, venne rappresentato 105 volte. L'ultima recita si tenne il 25 marzo 1916.
Il libretto era di Harry B. Smith, le parole e la musica di Irving Berlin con musiche addizionali di Henry Kailimai e Jack Alau (testi aggiunti di G. H. Stover e Sylvester Kalama). L'orchestrazione fu curata da Frank Saddler e l'orchestra venne diretta da Robert Hood Bowers. Scene e costumi di Robert McQuinn.
Nel cast, figura Justine Johnstone, un'attrice che lavorò sia per Ziegfeld che per il cinema, ma che poi - lasciate le scene nel 1926 - sarebbe diventata medico, ricercatrice e patologa.

## Trama
La scena è ambientata a Honolulu.

## Il cast
La sera della prima, 25 dicembre 1915, nel cast figurano i seguenti artisti:
- Helen Barnes: Lotta Nichols
- Julia Beaubien: Helen Winter
- Grace Beaumont: una ragazza irlandese
- Claire Bertrand: una ragazza di campagna
- James Curran: steward
- Gaby Deslys: Gaby
- Harland Dixon: Frank Steele
- James Doyle: Rob Ayers
- Helen Ellsworth: Page Boy
- Harry Fox: Abel Connor
- Flo Hart: May Knott
- Justine Johnstone: Mary Singer
- Frank Lalor: Gideon Gay
- Florence Morrison: Mrs. Singer
- Olga Olonova: Iona Carr
- Harry Pilcer: Anthony St. Anthony
- Eva Francis: Mary Brown
- Tot Qualters: Nora Marks
- Bobbie Reed: ragazza italiana
- Lillian Rice: la fioraia
- Joseph Santley: Van Cortland Parke
- Blossom Seeley: Lilla Kiliana
- Renee Smythe: Gladys Canby
- Marion Sunshine: Vera Gay
- Ethel Sykes: Carrie Waite
- Florence Tempest: Willie Chase
- Charles L. Tucker: violinista
- Walter Wills: Owen Coyne
- Marion Harris: Marion Bright

### Le stagioni
- Eleanor St. Clair: Primavera
- Marion Davies: Estate
- Evelyn Conway: Autunno
- Hazel Lewis: Inverno

### Ottetto hawaiano
- Henry N. Clark: ottetto hawaiano
- James Ii
- Robert Kaawa
- Al Kalani
- James I. Kamakani
- R. Kuaha
- Dan C. Makaena
- E. K. Miller

### Ensemble
- James K Ahloy
- Neil Bertrand
- Dan Bryant
- Rose Burns
- Mae Clark
- Dorothy Clifford
- Kathleen Cullen
- Lola Curtis
- Madeleine Dare
- Dorothy Davenport
- William Dunn
- Eva Francis
- Warner Gault
- Frank Gillespie
- Herbert Goff
- Ken Griffin
- Fifi Hanswirth
- Charles Hartmann
- David Heilbrunn
- Carolyn Heinz
- Cliff Hess
- Leo Howe
- Roy Hoyer
- Franz Kellar
- Flo Lawlor
- Evelyn LeRoy
- Rose Leslie
- Elsie Lewis
- Katherine Mack
- William Mack
- Kitty Mahoney
- Cecile Markle
- Harry McMasters
- Clyde Miller
- Phyllis Munday
- Julie Newell
- William Noll
- Eileen Percy
- Henry Santley
- Iva Sherer
- Jack Stanley
- Harry Vale
- Effie Wheeler
- Grace Williams
- Kathryn Wilson
- Trixie Wilson